# 顏頤壽
顏頤壽（1462年—1538年），字天和，號梅田，湖廣岳州府巴陵縣人，軍籍，明朝政治人物，弘治庚戌進士，嘉靖間官至刑部尚書。

## 生平
成化十九年（1483年）癸卯科湖廣鄉試第七十七名舉人。弘治三年（1490年）庚戌科進士。初授河南寶豐縣知縣。調治淇縣。擢貴州道監察御史。
正德改元，奉旨出按廣西。正德二年（1507年）五月升光祿寺少卿。三年十二月升大理寺右少卿，四年二月清理延绥等处屯田，五年四月升左少卿，八月升都察院右僉都御史、管院事。丁憂服闋，十年十月復除原职。十二年六月升右副都御史，十四年五月往江西宣谕宁王朱宸濠，行至浙江严州，闻宸濠起兵，遂返回京师。十六年五月升刑部右侍郎，数日晋本部左侍郎。
嘉靖二年（1523年）八月升南京禮部尚書，九月改南京户部，三年九月改南京吏部尚書，四年（1525年）六月改都察院左都御史。五年五月改刑部尚书，因李福达獄，六年八月忤旨下狱，不久革职。隆慶初年平反，追贈太子太保，賜祭葬。

## 家族
曾祖顏以文；祖父顏禮，曾任縣丞；父顏公輔，知縣。母邵氏。具庆下。